# Ладовица
Ладовица је насеље у Србији у општини Власотинце у Јабланичком округу. Према попису из 2022. било је 669 становника.

## Прошлост
Основна школа у месту је 1931. године добила назив "Краљ Милутин".

## Демографија
У насељу Ладовица живи 726 пунолетних становника, а просечна старост становништва износи 41,5 година (40,0 код мушкараца и 43,1 код жена). У насељу има 243 домаћинства, а просечан број чланова по домаћинству је 3,72.
Ово насеље је великим делом насељено Србима (према попису из 2002. године).
|  |

| Демографија | Демографија | Демографија |
| Година      | Становника  | Становника  |
| ----------- | ----------- | ----------- |
| 1948.       | 1.085       |             |
| 1953.       | 1.133       |             |
| 1961.       | 1.069       |             |
| 1971.       | 1.010       |             |
| 1981.       | 1.018       |             |
| 1991.       | 974         | 959         |
| 2002.       | 904         | 925         |
| 2011.       | 806         |             |
| 2022.       | 669         |             |

| Етнички састав према попису из 2002.‍ | Етнички састав према попису из 2002.‍ | Етнички састав према попису из 2002.‍ | Етнички састав према попису из 2002.‍ | Етнички састав према попису из 2002.‍ |
| ------------------------------------ | ------------------------------------ | ------------------------------------ | ------------------------------------ | ------------------------------------ |
|                                      |                                      |                                      |                                      |                                      |
| Срби                                 | Срби                                 |                                      | 900                                  | 99,55%                               |
| Македонци                            | Македонци                            |                                      | 2                                    | 0,22%                                |
| непознато                            | непознато                            |                                      | 1                                    | 0,11%                                |

| Година пописа     | 1948. | 1953. | 1961. | 1971. | 1981. | 1991. | 2002. |
| ----------------- | ----- | ----- | ----- | ----- | ----- | ----- | ----- |
| Број домаћинстава | 160   | 177   | 193   | 212   | 226   | 223   | 243   |

| Број чланова      | 1  | 2  | 3  | 4  | 5  | 6  | 7 | 8 | 9 | 10 и више | Просек |
| ----------------- | -- | -- | -- | -- | -- | -- | - | - | - | --------- | ------ |
| Број домаћинстава | 25 | 48 | 45 | 44 | 34 | 35 | 8 | 1 | 2 | 1         | 3,72   |

| Пол    | Укупно | Неожењен/Неудата | Ожењен/Удата | Удовац/Удовица | Разведен/Разведена | Непознато |
| ------ | ------ | ---------------- | ------------ | -------------- | ------------------ | --------- |
| Мушки  | 389    | 100              | 266          | 21             | 2                  | 0         |
| Женски | 370    | 42               | 267          | 54             | 7                  | 0         |
| УКУПНО | 759    | 142              | 533          | 75             | 9                  | 0         |

| Пол    | Укупно                    | Пољопривреда, лов и шумарство | Рибарство                            | Вађење руде и камена | Прерађивачка индустрија       |
| ------ | ------------------------- | ----------------------------- | ------------------------------------ | -------------------- | ----------------------------- |
| Мушки  | 246                       | 95                            | 0                                    | 0                    | 33                            |
| Женски | 127                       | 101                           | 0                                    | 0                    | 17                            |
| УКУПНО | 373                       | 196                           | 0                                    | 0                    | 50                            |
| Пол    | Производња и снабдевање   | Грађевинарство                | Трговина                             | Хотели и ресторани   | Саобраћај, складиштење и везе |
| Мушки  | 1                         | 93                            | 7                                    | 2                    | 4                             |
| Женски | 0                         | 1                             | 3                                    | 0                    | 0                             |
| УКУПНО | 1                         | 94                            | 10                                   | 2                    | 4                             |
| Пол    | Финансијско посредовање   | Некретнине                    | Државна управа и одбрана             | Образовање           | Здравствени и социјални рад   |
| Мушки  | 0                         | 0                             | 4                                    | 4                    | 1                             |
| Женски | 0                         | 0                             | 1                                    | 3                    | 0                             |
| УКУПНО | 0                         | 0                             | 5                                    | 7                    | 1                             |
| Пол    | Остале услужне активности | Приватна домаћинства          | Екстериторијалне организације и тела | Непознато            | Непознато                     |
| Мушки  | 2                         | 0                             | 0                                    | 0                    | 0                             |
| Женски | 1                         | 0                             | 0                                    | 0                    | 0                             |
| УКУПНО | 3                         | 0                             | 0                                    | 0                    | 0                             |

## Галерија
- Ладовица, пут који води ка Власотинцу
- Панорама села
- Четворогодишња основна школа и спортски терен
- Улаз у село из правца Гложана
- Панорама села
- Село Ладовица.